# Scandinavian Touring Car Championship 2016
Scandinavian Touring Car Championship 2016 var den sjätte upplagan av det skandinaviska standardvagnsmästerskapet STCC. Richard Göransson vann förarmästerskapet och Polestar Cyan Racing vann teammästerskapet.

## Tävlingskalender
| Omgång | Omgång | Datum           | Bana             | Pole Position        | Snabbaste varv       | Vinnande förare      | Vinnande team        | Rapport |
| ------ | ------ | --------------- | ---------------- | -------------------- | -------------------- | -------------------- | -------------------- | ------- |
| 1      | R1     | 30 april-1 maj  | Skövde flygplats | Robert Dahlgren      | Scott McLaughlin     | Thed Björk           | Polestar Cyan Racing | Rapport |
| 1      | R2     | 30 april-1 maj  | Skövde flygplats |                      | Robert Dahlgren      | Richard Göransson    | Polestar Cyan Racing | Rapport |
| 2      | R3     | 26 maj          | Mantorp Short    | Björn Wirdheim       | Richard Göransson    | Richard Göransson    | Polestar Cyan Racing | Rapport |
| 2      | R4     | 26 maj          | Mantorp Short    |                      | Richard Göransson    | Robert Dahlgren      | Polestar Cyan Racing | Rapport |
| 3      | R5     | 18-19 juni      | Anderstorp       | Johan Kristoffersson | Johan Kristoffersson | Johan Kristoffersson | PWR Racing Team      | Rapport |
| 3      | R6     | 18-19 juni      | Anderstorp       |                      | Björn Wirdheim       | Daniel Haglöf        | PWR Racing Team      | Rapport |
| 4      | R7     | 9-10 juli       | Falkenberg New   | Rasmus Mårthen       | Emma Kimiläinen      | Richard Göransson    | Polestar Cyan Racing | Rapport |
| 4      | R8     | 9-10 juli       | Falkenberg New   |                      | Richard Göransson    | Richard Göransson    | Polestar Cyan Racing | Rapport |
| 5      | R9     | 13-14 augusti   | Gelleråsen New   | Robert Dahlgren      | Robert Dahlgren      | Robert Dahlgren      | Polestar Cyan Racing | Rapport |
| 5      | R10    | 13-14 augusti   | Gelleråsen New   |                      | Robert Dahlgren      | Björn Wirdheim       | Flash Engineering    | Rapport |
| 6      | R11    | 2-3 september   | Solvalla         | Björn Wirdheim       | Philip Morin         | Daniel Haglöf        | PWR Racing Team      | Rapport |
| 6      | R12    | 2-3 september   | Solvalla         |                      | Linus Ohlsson        | Linus Ohlsson        | Flash Engineering    | Rapport |
| 7      | R13    | 23-24 september | Knutstorp        | Johan Kristoffersson | Johan Kristoffersson | Johan Kristoffersson | PWR Racing Team      | Rapport |
| 7      | R14    | 23-24 september | Knutstorp        |                      | Robert Dahlgren      | Mattias Andersson    | MA:GP                | Rapport |